# Хенри Бригс
Хенри Бригс (на английски: Henry Briggs) е английски математик.
Роден е на 1 февруари 1561 година в Уорли Таун, Йоркшър. През 1581 година завършва Кеймбриджкия университет и от 1588 година преподава там, а от 1596 година – в наскоро основания „Грешам Колидж“ в Лондон, превръщайки го във водещия център на математическите изследвания в страната. Известен е с преобразуването на първите логаритми, въведени от Джон Непер, в по-широко използваните и днес десетични логаритми.
Хенри Бригс умира на 26 януари 1630 година в Оксфорд.